# パスカル・ロベール＝ディアール
パスカル・ロベール＝ディアール（Pascale Robert-Diard、1961年 - ）は、フランスのジャーナリスト、コラムニスト、小説家。

## 経歴
1986年、ル・モンド社に入社し、政治ジャーナリストとして働いたのち、2002年より裁判のコラムニストとなり、主に政治資金スキャンダルなどの重大事件を担当しつつ、小規模の犯罪も手掛けている。ジャーナリスト、コラムニストとして、2016年には『供述』、2021年には『誰かが分かってくれる』といった有名な事件を扱った書籍を出版し、これらの書籍は法学者などからも高く評価されている。2022年、複数の事件に取材した『嘘つき少女』を上梓し、小説家としてもデビュー。この『嘘つき少女』は同年のゴンクール賞にノミネートされ、受賞こそしなかったものの、選考段階のセミファイナルまで残り高い評価を受けた。また、ゴンクール賞選考とほぼ同時期に開催される「日本の学生が選ぶゴンクール賞」では、2023年1月30日現在最終選考に残っている。なお、著書にまだ邦訳はない。

## 『嘘つき少女』あらすじ
アリス・ケリドルーは、フランスの小さい都市で弁護士をしている、中年の女性である。ある日、リザと名乗る20歳の女性（リザ・シャルヴェ）が彼女のもとを訪れる。『（今まで男性に弁護してもらっていたが、）女性に弁護してもらいたいの』と話す彼女は、5年前の強姦罪事件の被害者で、本件に関しては彼女の家に来ていたマルコ・ランジュという塗装工が逮捕され、10年の懲役を宣告されていた。今、彼はそれを不服として上告し、再審が行われることとなって、リザはアリスに弁護を依頼しに来たのだ。リザの依頼を、ためらいながらもアリスは引き受ける。再審が行われる過程で、弁護の準備をするため彼女は資料をくまなくチェックし、捜査の方向性の間違いや、手掛かりとして間違っているもの、そして捜査する立場の人間の目を惑わせたものを洗い出していく。その結果見えてきたのは、この事件が『嘘つき少女』たるリザのせいでもなく、かといって特別に誰かを糾弾することもできない冤罪であるということであった。

## 作家自身の発言
- 『大衆の意見が法廷に広く浸透してしまったとき、その意見がとんでもない間違いを起こさせるのです。』[7]（『嘘つき少女』の構造について、ラジオ・フランス・アンテルナショナルにて。2022年10月19日）
- 『（裁判のコラムニストとしての）キャリアを始めるにあたって、若いアルジェリア人女性の裁判を傍聴したんです。嬰児を殺害した罪に問われていた裁判でした。この女性はまったく裕福ではなく、15歳でフランスに来て、ある青年との間に子供を身ごもったんです。彼は彼女と結婚すると約束したにもかかわらず、口だけで実際のところは何もしませんでした。彼女は妊娠したということを隠し、赤ちゃんを殺してしまいました。この裁判の求刑時に、検事が立ち上がって、死んでしまった赤ちゃんの父親の方を向き、こう言ったのです。『あなたこそ、被告人席にいるべきです。』と。この張りつめた瞬間を目撃して、私は裁判のコラムニストになりたいと強く感じましたし、その願いが2002年に叶ったことをとてもうれしく思っています。』[8]（裁判のコラムニストになったきっかけについて）

## 作品のおよぼす影響
ロベール＝ディアール自身にその意図はないのだが、単純な構造をとると「主人公リザがレイプされたと嘘をついてしまい、それでマルコは冤罪になった」という形式にもなる『嘘つき少女』が、昨今のフェミニズムに反抗するアンチ・フェミニズムに利用される可能性を報じるフェミニスト寄りのメディアもある。また、一部の#MeToo運動のような、「女性が言ったもの勝ち」になるところに疑いを投げかけることのできる小説でもあるため、極端なフェミニズムに懐疑的なメディアにも取り上げられている。

## 作家自身への評価
パスカル・ロベール＝ディアールは、専門分野である司法や警察の世界のみならず、文学の世界からも高い評価を得ている。たとえばレイラ・スリマニ（2016年のゴンクール賞受賞者、作家）は、『ル・モンドに掲載されているパスカル・ロベール＝ディアールの裁判コラムをもう10年以上も読み続けています。私はこのジャーナリストに非常に深い尊敬の意を抱いているのです。彼女は、司法の世界における素晴らしい観察者であるというだけでなく、誰も気づかないようなところに詩的な瞬間、人間味あふれる瞬間を捉えることに長けた文筆家です。』と述べている。

## 著作一覧
- 『供述』La Déposition、L'Iconoclaste、2016年
- 『誰かが分かってくれる』Comprenne qui voudra、L'Iconoclaste、2021年
- 『嘘つき少女』La petite menteuse、L'Iconoclaste、2022年